# Махнёв, Александр Алексеевич
Александр Алексеевич Махнёв (7 мая 1953 года, Свердловск, СССР) — математик, специалист в области теории групп, член-корреспондент РАН (2003), лауреат премии имени А. И. Мальцева (2012).

## Биография
Родился 7 мая 1953 года в Свердловске.
В 1975 году с отличием окончил Уральский государственный университет по специальности «математика».
В период с 1975 по 1978 обучался в заочной аспирантуре Института математики и механики УрО РАН.
В октябре 1978 года защитил кандидатскую, а в 1986 году — докторскую диссертацию. В 1991 году получил учёное звание профессора.
После университета начал работу в Институте математики и механики УрО РАН в отделе алгебры, на тот момент заведующий отделом — доктор физико-математических наук А. И. Старостин. В 1992 году отдел преобразовали в отдел алгебры и топологии, который он возглавил в 1994 году.
С 1985 по 1997 годы руководил кафедрой вычислительных методов и уравнений математической физики Уральского государственного технического университета. В настоящее время — профессор кафедры алгебры и фундаментальной информатики УрФУ.
В 2003 году избран членом-корреспондентом РАН от Отделения математических наук (Уральское отделение РАН).
Специалист в области теории групп и её приложений к конечным геометриям и теории графов.
Область научных интересов: теория групп и её приложения к комбинаторике и теории графов. Цикл трудов, посвящённый изучению плотно вложенных подгрупп в конечных группах, является существенным вкладом в ревизию классификации конечных простых групп и удостоен почётного диплома АН СССР.
Член Уральского, Польского и Американского математических обществ, член-корреспондент Академии инженерных наук РФ.
Автор более 100 научных работ.

## Награды
Премия имени А. И. Мальцева (2012) — За серию научных работ «Конечные группы и их приложения к теории графов»